# پیتر کلامیس
پیتر کلامیس (انگلیسی: Peter Kelamis؛ زادهٔ ۱۹۶۷) یک صداپیشه و هنرپیشه اهل استرالیا است. وی از سال ۱۹۸۹ میلادی تاکنون مشغول فعالیت بوده‌است.
از فیلم‌ها یا برنامه‌های تلویزیونی که وی در آن نقش داشته است می‌توان به ۵۰/۵۰، چشمان بزرگ، آشفتگی ۲ و قاتل مو اشاره کرد.